# Карлос Вальдес (футболіст)
Карлос Вальдес (ісп. Carlos Valdés, нар. 22 травня 1985, Калі) — колумбійський футболіст, центральний захисник аргентинського «Сан-Лоренсо» та національної збірної Колумбії.

## Клубна кар'єра
У дорослому футболі дебютував 2005 року виступами за команду клубу «Реал Картахена», в якій провів один сезон, взявши участь у 33 матчах чемпіонату. 
Своєю грою за цю команду привернув увагу представників тренерського штабу клубу «Америка де Калі», до складу якого приєднався 2006 року. Відіграв за команду з Калі наступні чотири сезони своєї ігрової кар'єри. Більшість часу, проведеного у складі «Америка де Калі», був основним гравцем захисту команди. Згодом з 2009 по 2010 рік грав у складі команди клубу «Санта-Фе».
2011 року перебрався до США, ставши гравцем команди «Філадельфія Юніон», в якій провів два сезони. 2013 року був орендований «Санта-Фе» і грав на батьківщині.
На початку 2014 року на умовах оренди приєднався до аргентинського «Сан-Лоренсо».

## Виступи за збірні
Протягом 2005–2006 років  залучався до складу молодіжної збірної Колумбії. На молодіжному рівні зіграв у 6 офіційних матчах.
2008 року дебютував в офіційних матчах у складі національної збірної Колумбії. Наразі провів у формі головної команди країни 14 матчів, забивши 2 голи.

## Титули і досягнення

### Клубні
- «Америка де Калі»

Чемпіон Колумбії (1): 2008-II
- «Санта-Фе»

Володар Кубка Колумбії (1): 2009
Володар Суперліги Колумбії (1): 2013
- «Сан-Лоренсо де Альмагро»

Володар Кубка Лібертадорес (1): 2014

### Збірні
- Чемпіон Південної Америки (U-20): 2005